# SN 2009lf
SN 2009lf – supernowa typu Ia odkryta 6 listopada 2009 roku w galaktyce A020139+1519. W momencie odkrycia miała maksymalną jasność 18,50m.